# 은란라 네네
은란라 네네(Nhlanhla Nene, 1958년 12월 5일 ~ )는 남아프리카 공화국 아프리카 민족회의 소속의 정치인이다. 전 남아프리카공화국 재무장관(2014~2015).